# Palazzo della Prefettura (Salerno)
Il Palazzo della Prefettura (o Littorio o del Governo) è situato sulla nella parte occidentale della città di Salerno, vicino al Palazzo di Città.

## Storia
“Nell'anno XV, la più bella aspirazione del Fascismo Salernitano sarà realizzata: il palazzo del Littorio, che accoglierà in degna sede monumentale - le cui linee architettoniche recheranno l'impronta del tempo fascista gli Uffici della Federazione dei Fasci di Combattimento e di tutte le organizzazioni da essa direttamente dipendenti..” 
Così veniva annunciata, nell'ottobre del 1936, la realizzazione del nuovo edificio, sull'organo ufficiale di stampa, il Popolo Fascista di Salerno. Era l'ultima opera di un quindicennio in cui era stato realizzato un complesso di opere pubbliche, in base al Piano di ampliamento che, fra le prime città del regime fascista, Salerno aveva allestito. Si stavano infatti completando il palazzo di Città e il palazzo di Giustizia ed erano già stati realizzati gli ultimi fabbricati sui suoli risultati dal piano regolatore per “l'opera della spiaggia”.
L'obiettivo di quegli anni, con lo spostamento dei binari di corsa della ferrovia verso monte, era la realizzazione del piano regolatore che prevedeva: “la Grande Salerno, con l'imponente litoranea, il suo grandioso lido, il suo ampio quartiere giardino, il suo sviluppo, in definitiva, nella bella zona orientale...”.
Il suolo scelto in primo tempo per la costruzione fu nella zona orientale della città, in linea con l'aspirazione di creare la «Grande Salerno» ad est del fiume Irno. L'area prescelta era quella della vecchia Conceria Abbagnano, in riva destra dell'Irno, prospiciente il mare e di fronte alla Stazione Ferroviaria. Il progetto fu realizzato da un giovanissimo architetto di Pagani, Alfonso Amendola. Egli aveva previsto un edificio di due piani, con il fronte principale verso il mare, ipotizzando di prolungare il Lungomare Trieste fino alla foce del fiume Irno. Nella parte più ad ovest dell'edificio doveva sorgere la “Torre Littoria”, che avrebbe dovuto essere collegata con l'Arengario, prospiciente il Lungomare.
L'interessante progetto originale prevedeva una grande superficie coperta ottenuta dalla copertura del fiume, del ponte sulla via Nazionale per Battipaglia fino alla fronte sulla Litoranea, realizzando così una grande area da adibire a Piazza delle Adunate. Per le difficoltà dovute alla mancata disponibilità dell'area e per un maggiore accorpamento con gli altri edifici rappresentativi (l'architetto Guerra stava completando il Palazzo di Città) il progetto fu invece realizzato nella zona occidentale della città.
Si utilizzò una parte della Villa Comunale e non potendo disporre qui di un'ampia area, il progetto del palazzo littorio ebbe una notevole contrazione della superficie coperta, con un incremento dell'altezza.
Anche la Torre, che prevedeva alla sua base il Sacrario previsto nella tipologia littoria ricorrente, dovette ingrandirsi in proporzione. L'architetto Amendola colse l'occasione per migliorare notevolmente il progetto, tenendo conto dei nuovi vincoli della Intelligentemente creò una zona passante al piano terra, per consentire un più agevole accesso dall'area del nuovo Palazzo di Città alla Villa Comunale ed alla zona delle scuole elementari Barra.
Fu conservato un ingresso verso il mare, così come prevedeva il progetto dell'Irno, ma d'importanza minore, e gli accessi principali furono spostati verso l'attuale piazza Amendola, chiudendo così la quinta di questo grande spazio pubblico sul lato sudovest.
Il Palazzo Littorio doveva, nelle intenzioni, contenere tutti gli uffici della «Federazione dei Fasci di
Combattimento del G.U.F., del Comando Federale dei Fasci Giovanili, dei Fasci Femminili, del Fascio di Salerno e delle Associazioni dipendenti del Partito.
L'edificio aveva, sui due fronti principali, interessanti fregi, con le insegne littorie realizzate in ceramica smaltata, andate perse nelle fasi della sistemazione post-bellica.
Purtroppo l'architetto Amendola, partito per la campagna di Russia al seguito delle truppe, perse la vita senza vedere realizzata l'opera. Un qualificato gruppo di tecnici realizzò il progetto Amendola: gli ingegneri Luigi De Angelis e Mario Ricciardi, Direttore dei Lavori, insieme al giovane Napoleone Marano, per la parte contabile. L'impresa che eseguì l'opera fu Loy-Donà & Brancaccio, che già a Napoli aveva lavorato per opere pubbliche. La costruzione proseguì nel periodo bellico e la Torre, come è spesso visibile nell'iconografia, fu mimetizzata con la speranza di sfuggire agli attacchi aerei. Certamente non fu questo il motivo per il quale usci indenne dai bombardamenti di Salerno e dopo lo sbarco degli alleati l'edificio fu occupato, diventando successivamente sede della Prefettura, proveniente da palazzo S. Agostino, sede della Questura e del l'Ufficio tecnico erariale.
Conserva ancora oggi, negli ambienti interni, interessanti arredi disegnati dal De Angelis, nello stile dell'edificio. Infausti interventi recenti hanno definitivamente degradato l'edificio; negli anni sessanta la Torre subì ad opera del Genio Civile di Salerno pesanti manomissioni. Oltre la ricordata «ripulitura» dai fregi in ceramica intervento più grave è stato la chiusura della passante, al piano terreno, e la recente messa in opera di splendenti pavimenti e rivestimenti in granito.

## Architettura
L'edificio risulta completamente diverso dal vecchio modello fascista d'ispirazione classica di cui un esempio è il vicino Palazzo di Città. Il nuovo stile fascista fu infatti caratterizzato da linee scarne ed essenziali. L'edificio è a forma di "C", in dialogo con la caratteristica e preesistente aiola tonda con "fontana di palme" della villa comunale, qui chiusa con lo sfondo del porticato. 
La facciata su via Roma presenta da un lato arcate a tutto sesto poggianti su pilastri in cemento e dall'altro aperture rettangolari e quadrate. L'ingresso principale è situato in piazza Amendola ed è coperto da volte a crociera a cui, originariamente, seguiva il porticato, elemento di grande respiro urbano che connetteva il Lungomare Trieste e la villa comunale,  il cui accesso dalla piazza fu inopinatamente chiuso negli anni settanta. 
Al piano terra dell'edificio, alla base della torre si trova il Sacrario alle Medaglie d'oro dei Caduti di guerra. Quest'ultima è una grande sala con copertura a volta, rivestita in marmo, in cui è posto un altorilievo in marmo, raffigurante una figura maschile nuda che impugna una lunga spada, opera dello scultore Francesco Saverio Paolozzi.